# Penion benthicolus
Penion benthicolus är en snäckart som beskrevs av Dell 1956. Penion benthicolus ingår i släktet Penion och familjen valthornssnäckor. Inga underarter finns listade i Catalogue of Life.